# The Beautiful South
The Beautiful South è un gruppo musicale pop britannico, fondato alla fine degli anni ottanta, dopo lo scioglimento degli Housemartins, da Paul Heaton e Dave Hemingway. Al duo si aggiunsero in seguito  Sean Welch (basso), Dave Stead (batteria) e Dave Rotheray (chitarra). Il gruppo si è sciolto nel gennaio 2007.

## Discografia
- Welcome to the Beautiful South (1989)
- Choke (1990)
- 0898 Beautiful South (1992)
- Miaow (1994)
- Blue Is the Colour (1996)
- Quench (1998)
- Painting It Red (2000)
- Gaze (2003)
- Golddiggas, Headnodders and Pholk Songs (2004)
- Superbi (2006)